# Пюи (Кот-д’Ор)
Пюи́ (фр. Puits) — коммуна во Франции, находится в регионе Бургундия. Департамент коммуны — Кот-д’Ор. Входит в состав кантона Лень. Округ коммуны — Монбар.
Код INSEE коммуны — 21511.

## Население
Население коммуны на 2010 год составляло 139 человек.
| 1962 | 1968 | 1975 | 1982 | 1990 | 1999 | 2010 |
| ---- | ---- | ---- | ---- | ---- | ---- | ---- |
| 195  | 178  | 168  | 141  | 138  | 136  | 139  |

## Экономика
В 2010 году среди 86 человек трудоспособного возраста (15—64 лет) 72 были экономически активными, 14 — неактивными (показатель активности — 83,7 %, в 1999 году было 70,4 %). Из 72 активных жителей работали 68 человек (44 мужчины и 24 женщины), безработных было 4 (1 мужчина и 3 женщины). Среди 14 неактивных 4 человека были учениками или студентами, 7 — пенсионерами, 3 были неактивными по другим причинам.